# Quick Response
Quick Response (engl.; dt.: etwa Rasche Reaktion) ist eine Strategie mit dem Ziel, schneller auf die Marktentwicklung reagieren zu können. Sie baut auf einer Kooperation zwischen Einzelhandel, Distributoren und Produzenten auf und soll sowohl den Informations-, als auch den Warenfluss beschleunigen.
Quick Response führt zu einer Minimierung der Reaktionszeit auf unvorhergesehene Änderung der Nachfrage sowie zu einer Reduktion der Lagerbestände in der gesamten Lieferkette. Der permanente Informationsaustausch wird durch die Verknüpfung der Informationssysteme erreicht. Meist wird hierzu ein EDI-Standard eingesetzt.

## Konzept
Quick Response ist vor allem für Unternehmen geeignet, deren Produkte eine schwankende Nachfrage haben, technisch komplex oder neu auf dem Markt einzuführen sind.
Der Lebensmittelhersteller Nestlé und das Textilunternehmen Levi Strauss sind nur zwei Beispiele für Organisationen, die Quick Response implementiert haben, um ihre Effizienz zu steigern.
Das Konzept wurde von der Unternehmensberatung Kurt Salmon Associates in den USA entwickelt. In der Textilindustrie arbeiteten zwar einzelne Teilprozesse effizient, das Gesamtsystem war jedoch äußerst ineffizient, da die Kommunikation zwischen den einzelnen Wertschöpfungsstufen gering war. Wesentliche Elemente des Modells sind:
- Die Einführung von Barcodes und Scannerkassen
- elektronischer Datenaustausch (EDI)
- die Veränderung interner Prozesse, vor allem durch Automatisierung
- ein gemeinsames Management der Lieferkette im Hinblick auf Konsumentenzufriedenheit
- Kooperationen in den Bereichen Marketing, Forschung und Entwicklung

Mit Hilfe der am Verkaufsort gewonnenen Daten und Weitergabe dieser Informationen an alle Kettenmitglieder sollen verbesserte Absatzprognosen erstellt werden. In der Folge können Lieferprozesse effizienter geplant werden.
Aufgrund der großen Erfolge des Konzeptes in der Textilbranche, haben viele Unternehmen aus verschiedenen Industriezweigen das Konzept weiterentwickelt und an individuelle Bedürfnisse angepasst.

## Kritische Würdigung

### Vorteile
Ein Unternehmen, das Quick Response implementiert hat, profitiert unter anderem von folgenden Vorteilen:
- Reduktion der Durchlaufzeiten um 80 bis 95 %
- Reduktion der Produktionskosten um 15 bis 30 %
- Verbesserung der zeitgerechten Lieferleistung von 60 % auf 99 %
- Reduktion von Abfall und Nacharbeit um 80 % und mehr

Weitere Vorteile durch den Vergleich von Quick Response mit Schlanke Produktion oder JiT-Verfahren:
- Die grundlegende Unterscheidung besteht in der zeitbezogenen Denkweise. Während die traditionellen Politiken versuchen Verschwendung zu reduzieren, sind alle Prinzipien und Strategien von Quick Response Manufacturing auf die Reduktion der Durchlaufzeiten ausgerichtet.
- Dadurch wird das Management befähigt, ein einziges Ziel für die gesamte Organisation zu kommunizieren, auf das sämtliche Politiken auszurichten sind.
- Quick Response ist eine unternehmensweite Strategie, während JIT und Schlanke Produktion sich vornehmlich auf Bereiche Beschaffung und Fertigung konzentrieren.
- Die positiven Aspekte von Push- und Pull-Strategie werden situationsabhängig kombiniert.
- Die Reaktion auf Schwankungen wird auf bestimmten Märkten als Chance gesehen, Wettbewerbsvorteile zu realisieren. Hingegen versuchen JIT und Schlanke Verfahren lediglich, Schwankungen zu eliminieren. Quick Response schafft somit eine effektive Organisationsstruktur, um mit gegebenen Situationen umzugehen und Märkte zu versorgen.

### Nachteile
Trotz der offensichtlichen Vorteile in der Anwendung sehen sich einige Manager mit Problemen der Implementierung der Quick-Response-Strategie konfrontiert.

## Implementierung von Quick Response
Ein unternehmensweites Verständnis der Grundlagen muss gegeben sein, was bedeutet, dass jedes Organisationsmitglied wissen muss, was Quick Response bedeutet, warum es notwendig ist und wie es funktioniert. Weiterhin ist die Politik in allen Bereichen und auf allen Ebenen einzuführen.
Die Implementierung sollte nicht durch eine schlagartige Reorganisation der gesamten Unternehmung erfolgen, sondern schrittweise. Empfohlen ist die Fokussierung auf ein Marktsegment, bei dem die Chance besteht, dass ein kleiner Teil der Organisation den Markt während der Reorganisation versorgen kann. So können Risiken und Investitionen minimiert werden, während der Lernprozess im ganzen Unternehmen abläuft.
Die Reduktion der Durchlaufzeiten kann nicht als Taktik durchgeführt werden, sondern muss als Quick-Response-Strategie von der Führung geleitet werden.
Um die gewünschten Ziele zu erreichen, müssen Unternehmen traditionelle Vorgehensweisen ändern und organisationale Strukturen neu definieren.